# Black One
Black One ist das fünfte Studioalbum der US-amerikanischen Drone-Band Sunn O))).

## Entstehung
Auf dem Album sind verschiedene Gastmusiker zu hören.
Um den Gesang für den Song Báthory Erzsébet, der ein Tribut an die schwedische Band Bathory ist, aufzunehmen, sperrte die Band den unter Klaustrophobie leidenden Malefic in einem Käfig ein. Andere Lieder nahm er bei sich zu Hause auf. Die Ideen zu Stil und Konzept wurden laut der Band erst bei den Aufnahmen im Studio entwickelt.

## Stil und Inhalt
Sunn O))) wollte auf dem Album „die Ästhetik, Atmosphäre und bestimmte Klänge des Black Metal“ integrieren. Cursed Realms (Of the Winterdemons) ist eine Coverversion des gleichnamigen Lieds von Immortal. Es werden für das Genre ungewöhnliche Schreie eingesetzt. Auch Soundeffekte wie z. B. Windgeräusche bei Cursed Realms (Of the Winterdemons) werden eingesetzt.
Der Rezensent Eddie Solis vergleicht den Klang mit „schwarze[n] Texturen direkt aus der Hölle“, und findet, Black One sei die „dunkelste“ Veröffentlichung Sunn O)))s. stylusmagazine.com sieht über das gesamte Album verteilt Rückbezüge zu früheren Veröffentlichungen anderer Metal-Bands. popmatters.com erkennt im Album Strukturen, die „ebenso schleppend wie trostlos“ seien.
Greg Anderson findet im Rückblick (bei einem Interview zu Monoliths & Dimensions), das Album wäre sehr „dunkel, tief und intensiv“. Stephen O’Malley findet, es erforsche „die emotionalen Qualitäten Sunn O)))s“.

## Rezeption
Der Rezensent Brandon Stosuy, der dem Album im Review die Bewertung „best new music“ vergab, bezeichnete das Album als „doom'n'gloom masterpiece“.
Sunn O))) erfuhr nach Black One auch besondere Aufmerksamkeit aus der Black-Metal-Szene, manche ordneten die Band auch dem Genre zu. Auch die New York Times erwähnte das Album in einem Artikel von 2006 als „Durchbruch“.

## Titelliste

### CD 1(Black One)
1. Sin Nanna – 2:19
  - Oren Ambarchi: Gesang, China-Becken, flies, Schlagzeug, Gitarre, Atmosphäre
2. It Took the Night to Believe – 5:56
  - Mystik Fogg Invokator: Axt, Subs
  - Taoiseach: Leadgitarre, Subs
  - Wrest: Stimmen
3. Cursed Realms (Of the Winterdemons) (Immortal-Cover) – 10:10
  - Mystik Fogg Invokator: eisige umgekehrte Seitenwinde auf viersaitiger Zamboni
  - MK Ultra Blizzard: Gral, Dunkelheit, Leadgitarre
  - M. Schneeberger: Gletscherwind
  - John Wiese: Weißer Fadeout
  - Malefic: Stimme
4. Orthodox Caveman – 10:02
  - Mystik Fogg Invokator: Gitarre, Riffs
  - Caveman Skillz: Gitarre, Bass, Feedback
  - Oren Ambarchi: Höhlenmensch-Schlagzeug
5. CandleGoat – 8:04
  - Mystik Fogg Invokator: Gitarre, Taurs
  - MK Ultra Blizzard: Dezimator-Bass, Grabesrufe
  - John Wiese: Sarg-Elektronika
  - Malefic: Tundra-Gitarre
6. Cry for the Weeper – 14:38
  - Mystik Fogg Invokator: Gitarre, Keyboard
  - SOMA: Gitarre, Virus
  - Malefic: Gitarre, Keyboard
  - Oren Ambarchi: Gitarre, Horn, Holz
7. Báthory Erzsébet – 16:00
  - Mystik Fogg Invokator: Bass
  - Drone Slut: Bass
  - Count Von Schneeberger: Virus
  - Malefic: Rufe aus dem Grab
  - Oren Ambarchi: Gitarre, Röhrenglocken, Becken, Gong

### CD 2(Solstitium Fulminate)
1. Wind & Fog – 21:29
2. Vlad Tepes – 16:43
  - Gitarre L: Greg Anderson
  - Gitarre R: Stephen O’Malley
  - Gesang: Attila Csihar
  - Gitarre/Elektronik: Oren Ambarchi
  - Analoge Synthesizer: TOS Nieuwenhuizen